# Irapuato
Irapuato is een stad in de Mexicaanse deelstaat Guanajuato. Irapuato heeft 339.568 inwoners.

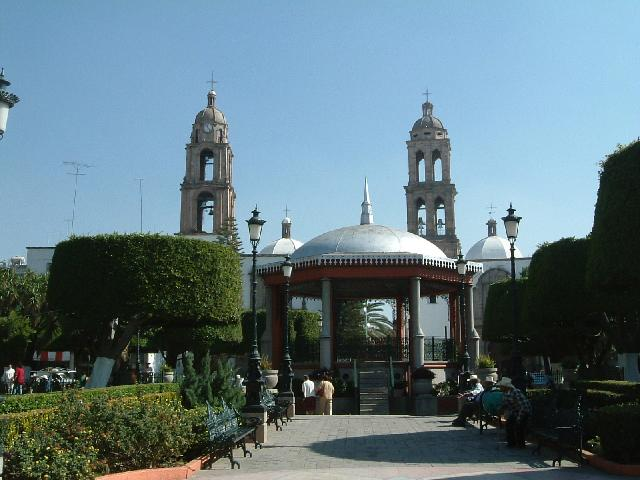
Het centrale plein van Irapuato

## Geschiedenis
In de precolumbiaanse periode werd Irapuato bewoond door de Otomí. De Otomí werden later onderworpen door de Tarasken, die de stad Jiricuato, plaats waar de vlakte en de heuvel elkaar raken, noemden. In 1556 werd Irapuato door de Spaanse veroveraars onderworpen.

## Economie
De belangrijkste inkomstenbron van Irapuato is de landbouw. Onder andere aardbeien, broccoli en asperges worden geteeld in de omgeving van Irapuato.

## Religie
De stad is de zetel van het rooms-katholieke bisdom Irapuato.